# Đại công quốc Mecklenburg-Strelitz
Đại công quốc Mecklenburg-Strelitz (tiếng Đức: Großherzogtum Mecklenburg-Strelitz) là một nhà nước lịch sử ở miền Bắc nước Đức ngày nay, do dòng dõi trẻ hơn của Nhà Mecklenburg cư trú tại Neustrelitz nắm giữ quyền cai trị. Giống như Đại công quốc láng giềng Mecklenburg-Schwerin, đây là một nhà nước thành viên có chủ quyền của Bang liên Đức và sau đó trở thành một nhà nước liên bang của Liên bang Bắc Đức và cuối cùng là một nhà nước cấu thành của Đế quốc Đức sau khi Vương tộc Hohenzollern của Vương quốc Phổ thống nhất Đức vào năm 1871. Sau Chiến tranh thế giới thứ nhất và Cách mạng Đức (1918–1919), chế độ quân chủ bị bãi bỏ, nó đã trở thành Bang Tự do Mecklenburg-Strelitz.